# Wizarding World Digital
Wizarding World Digital (anteriormente Pottermore) es un sitio web desarrollado por TH NK y Sony, el cual pretende continuar la popularidad de la saga Harry Potter, que culminó en el año 2016 con el último libro llamado "Harry Potter y el legado maldito". En dicho sitio web se encuentran versiones en audiolibro y libro electrónico de las ocho novelas de Harry Potter, entre otras cosas, como la publicación de aproximadamente 18,000 palabras de contenido adicional nunca mostrado en la serie literaria original. La página abrió en versión beta el 31 de julio de 2011, estaba planeada para octubre de 2011, pero por causas desconocidas, el período de la versión beta fue extendido. El 14 de abril de 2012 la versión oficial de Pottermore dio inicio.

## Información

### Anuncio
El 15 de junio de 2011, nueve sitios web de fanes de Harry Potter informaron que J.K. Rowling tenía un nuevo anuncio, y como adelanto al lanzamiento oficial, diez letras habían sido ocultas en el sitio Secret Street View (Vista de la calle secreta) para ser encontradas por los fanes. Para localizarlas se debía encontrar diez coordenadas dispersas en diez sitios, para luego introducirlos en sitio web de Secret Street View. Estas coordenadas fueron reveladas a lo largo de los días 15 y 16 de junio en los nueve sitios fan y en la cuenta en Twitter de Pottermore. El 16 de junio, numerosos periódicos y sitios web anunciaron el lanzamiento del nuevo sitio Pottermore. Enlazando a un canal interactivo de YouTube que contenía un contador «para el anuncio de J. K. Rowling». Rowling anunció los detalles del proyecto, que vendría a ser un sitio web, mediante un vídeo subido a YouTube el 23 de junio de 2011 a medianoche GMT.

## Versión Beta
Desde su fecha de lanzamiento, el 31 de julio de 2011, y hasta el día 13 de abril de 2012, se mantuvo una versión beta con cupo de registro limitado a un millón de usuarios que fueron seleccionados en la primera semana del lanzamiento de dicha versión mediante un concurso de selección llamado La Pluma Mágica.

## Lanzamiento oficial
El blog oficial Insider informó a principios de marzo acerca del lanzamiento oficial, que sería durante los primeros días de abril. La Tienda Pottermore fue abierta en esos días, aunque solo estuvo disponible en inglés británico y norteamericano. Se informó, no obstante, de que luego añadirían el resto de idiomas.
Pottermore abrió para todo el mundo el 14 de abril de 2012. Durante las primeras horas, se pudieron detectar problemas para acceder al sitio, pero en general, el lanzamiento fue exitoso Pottermore llegó a ser Trending Topic en algunos países, como, por ejemplo, en el Reino Unido o España. Junto con el lanzamiento oficial de Pottermore se incluyeron el resto de los idiomas en la Pottermore Shop, aunque los audio-libros continúan sin estar disponibles en español. El día 11 de mayo a las horas de la mañana, cambiaron las reglas del segundo libro (La Cámara Secreta) para los usuarios normales. Mayor información la proporcionan los betas.

## Contenido
El sitio de web de Pottermore ofrece varios contenidos exclusivos y experiencias, tales como la visita al Callejón Diagon, en el cual se encuentran tiendas como "Flourish & Blotts", "La tienda de calderos de Potage" y "La tienda de animales: el emporio de la lechuza", entre otros. En las tiendas se hallan los libros, materiales, ingredientes y demás ítems que se necesitarán a lo largo de la estancia interactiva en Hogwarts. Otra tienda presente en el callejón es el negocio de varitas Ollivander's, donde se puede realizar la Ceremonia de selección de varita. Además, en el juego hay otros tests, como el Test del Sombrero Seleccionador, así como los juegos de Elaboración de Pociones y el Club de duelo, entre otros.

## Exploración de los libros de Harry Potter
Cada visitante de pottermore puede explorar las 7 entregas de los libros de manera interactiva pasando por los diferentes momentos en la vida de Harry en Hogwarts y fuera de él mientras vas encontrando libros, ingredientes nuevos y objetos que serán guardados en tu baúl además de material nuevo de J.K.Rowling que nunca aparecieron en los libros, sin embargo la autora los explica a detalle.

## Recepción
El sitio web ha atraído a seguidores de la saga Harry Potter de todas las edades, respondieron bien a la experiencia general y la calidad de la página web, elogiándola como un portal mágico, sorprendente por el detalle y encanto. La revista Entertainment Weekly dio su aprobación a la página web y elogió que el sitio no es sólo una estrategia de marketing para vender libros electrónicos y audiolibros, sino un sitio web que permite experimentar algo de la diversión de la vida en el mundo de Harry Potter.